# 음력 12월 3일
음력 12월 3일은 음력 12월의 3번째 날이다.

## 문화
- 2005년 - 대한민국에서 5,000원 지폐 신권이 통용되다.
- 2007년 - 부산 도시철도 2호선 호포 ~ 양산 구간 개통. (부산대양산캠퍼스역 및 증산역 제외)
- 2008년 -
  - 대한민국 수도권 전철 중앙선이 팔당역에서 국수역까지 개통되었다.
  - 동해고속도로 해운대 나들목 ~ 울산 분기점 구간이 개통되었다.
- 2009년 - 국민참여당 창당.

## 탄생
- 1963년 -
  - 대한민국의 소설가 김소진.
  - 대한민국의 정치인 강기정.
- 1965년 - 대한민국의 싱어송라이터 박정운.
- 1989년 -
  - 대한민국의 야구인 김태군.
  - 대한민국의 배우 윤보라.
- 1994년 -
  - 대한민국의 가수, 배우 김설현 (AOA).
  - 대한민국의 가수 지수 (블랙핑크).
- 2000년 - 대한민국의 가수 이무진.

## 같이 보기
- 음력 360일: 1월 2월 3월 4월 5월 6월 7월 8월 9월 10월 11월 12월
- 전날:12월 2일 다음날:12월 4일 - 전달:11월 3일 다음달:1월 3일
- 양력:12월 3일
- 음력, 윤달